# Sandra Klemenschits
Sandra Klemenschits (Vienna, 13 novembre 1982) è un'ex tennista austriaca.

## Biografia
Nel gennaio 2007 a Sandra Klemenschits e a sua sorella gemella Daniela, anche lei tennista, è stata diagnosticata una rara forma di cancro addominale, il carcinoma a cellule squamose. Daniela è morta a causa di tale patologia il 9 aprile 2008. Sandra invece è guarita e ha ripreso a giocare nel luglio del 2008, disputando prevalentemente il doppio. Si è ritirata alla fine della stagione 2016, disputando il suo ultimo torneo al Generali Ladies Linz.

## Statistiche

### Doppio

#### Vittorie (1)
| Legenda: Dal 2009     |
| --------------------- |
| Grande Slam (0)       |
| Ori Olimpici (0)      |
| WTA Championships (0) |
| Premier Mandatory (0) |
| Premier 5 (0)         |
| Premier (0)           |
| International (1)     |

| N. | Data           | Torneo                      | Superficie  | Compagna       | Avversarie in finale              | Punteggio |
| 1. | 21 luglio 2013 | Gastein Ladies, Bad Gastein | Terra rossa | Andreja Klepač | Kristina Barrois Eléni Daniilídou | 6-1, 6-4  |

#### Sconfitte (2)
| Legenda: Prima del 2009 | Legenda: Dal 2009     |
| ----------------------- | --------------------- |
| Grande Slam (0)         |                       |
| Ori Olimpici (0)        |                       |
| WTA Championships (0)   |                       |
| Tier I (0)              | Premier Mandatory (0) |
| Tier II (0)             | Premier 5 (0)         |
| Tier III (1)            | Premier (0)           |
| Tier IV & V (0)         | International (1)     |

| N. | Data           | Torneo                                        | Superficie  | Compagna             | Avversarie in finale                  | Punteggio |
| 1. | 21 maggio 2005 | Istanbul Cup, Istanbul                        | Terra rossa | Daniela Klemenschits | Marta Marrero Antonella Serra Zanetti | 4-6, 0-6  |
| 2. | 24 aprile 2011 | Grand Prix SAR La Princesse Lalla Meryem, Fès | Terra rossa | Nina Bratčikova      | Andrea Hlaváčková Renata Voráčová     | 3-6, 4-6  |